# ASJA L1 Viking
ASJA L1 Viking bylo "obojživelné", trojmístné lehké dopravní letadlo, které létalo s motory Walter Mars a Walter Gemma. Bylo postaveno ve Švédsku na počátku třicátých let. Jednalo se o hornoplošník s vysoko položeným křídlem, který vyráběla společnost AB Svenska Järnvägsverkstädernas Aeroplanavdelning. Byl k dispozici buď s kolovým, s "lyžařským" nebo s plovákovým podvozkem.

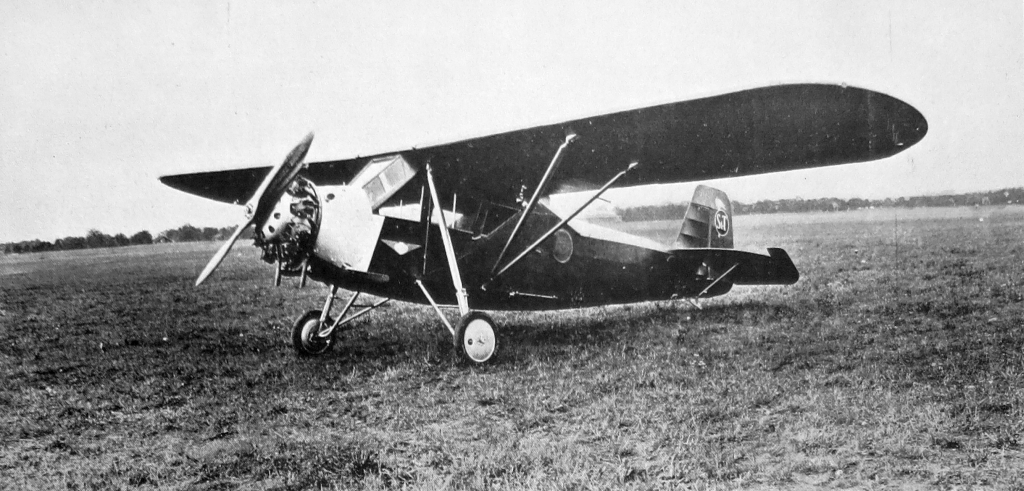
ASJA L1 Viking a Walter Mars (1931)

## Vznik a vývoj
Dopravní letoun „Viking“ byl první samostatnou švédskou konstrukcí tohoto typu a současně prvním výrobkem nově zřízeného letadlového oddělení velké švédské továrny na stroje a železniční vagóny AB Svenska Järnvägsverkstäderna“ z Linköpingu (ASJ). Vlastní výrobce (letadlové oddělení ASJ) AB Svenska Järnvägsverkstädernas Aeroplanavdelning (ASJA) byla od 4. září 1930 její dceřinou společností. V roce 1931 začala vyvíjet vlastní projekty a poprvé představila svůj vlastní projekt na výstavě ILIS ve Stockholmu (květen 1931), což byl sportovně-turistický dopravní jednoplošník „Viking“ pro 3 osoby. Letoun v době výstavy ještě nebyl zalétán, byly k dispozici pouze jeho fotografie. Této výstavy se zúčastnila i továrna Walter se svými motory a vystavovala zde šest typů svých vzduchem chlazených motorů Vega, Venus, Mars, Regulus, Castor a Atlas. Stánek firmy vzbudil zaslouženou pozornost a dělal čest čs. leteckému průmyslu. Expozici navštívil i sám švédský král Gustav V., prohlédl si ji se zájmem a vyjádřil se o ní velmi pochvalně. Zde tedy můžeme najít počátek spolupráce továren Walter a ASJA.
Letoun s imatrikulací SE-95 poprvé vzlétl koncem května 1931. Původně namontovaný britský motor Cirrus Hermes IIB se ukázal jako příliš slabý a byl nahrazen silnějším československým motorem Walter Mars.
Tento stroj, přestože létal relativně krátce, byl dobrou referencí pro motory Walter Mars a Gemma. V krátké době po této první instalaci motorů Walter ve Skandinávii se švédské vojenské letectvo rozhodlo zavést standardně československé motory Walter Castor IA 240/340 ks do vojenských školních a cvičných letounů ASJA Sk 10 (1932), dvojmístných dvojplošníků moderní konstrukce a výborných vlastností. Pro Waltrovy motory bylo rozhodnuto na základě nejpříznivějších výsledků zkoušek, provedených švédským ministerstvem letectví.

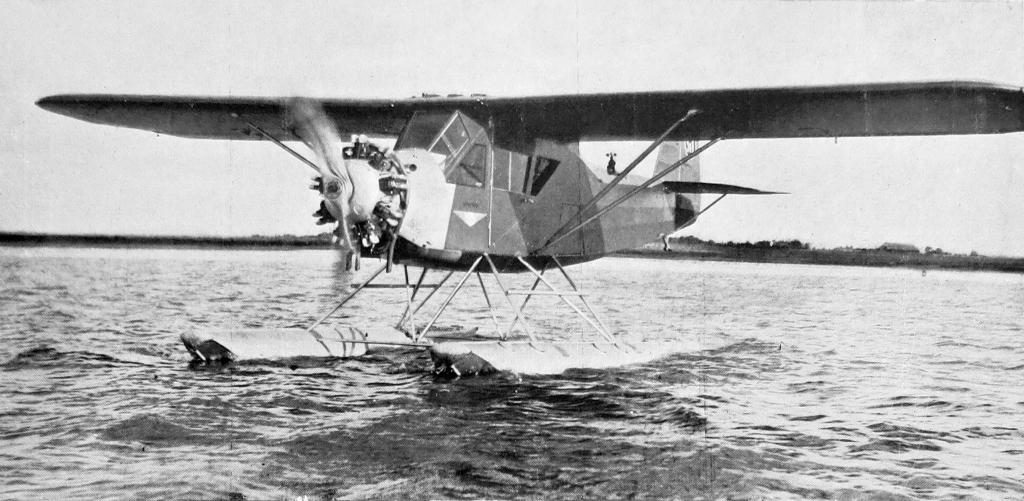
Hydroplán ASJA L1 Viking s motorem Walter Mars (1931)

V roce 1937 ASJA a Svenska Flygmotor AB spolu soupeřili o projekt průzkumného letadla pro švédské letectvo. Ačkoli v tendru zvítězila ASJA a získala objednávku, činnosti obou společností byly sloučeny (Saab převzal ASJA) a v dubnu 1937 byla založena nová společnost – Svenska Aeroplan Aktiebolaget, později známá jako SAAB.

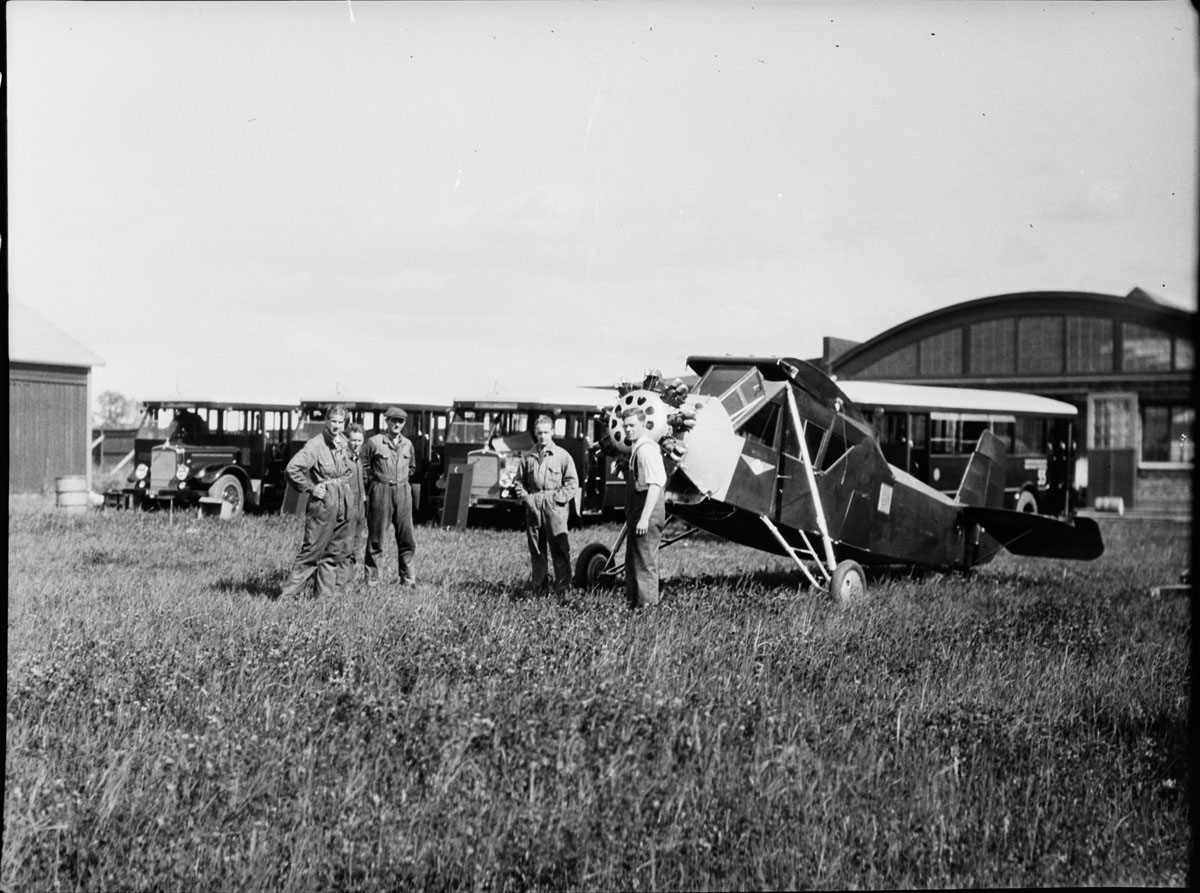
ASJA L1 Viking se sklopenými křídly (Jönköping, 1932)

## Popis letounu
Letadlo ASJA L1 Viking byl hornoplošník pro přepravu až 3 osob a byl představen na letecké výstavě ve Stockholmu. Letadlo bylo "vyzbrojeno" motorem Cirrus Hermes IIB 110 k (86 kW), podvozkem s pneumatickými tlumiči Wickers a brzdami kol, z ocele lisovanou a svařenou vrtulí Groydon a dvojitým řízením. Trup letadla byl svařen z ocelových trubek, dřevěná křídla byla sklopná směrem vzad na způsob francouzského sportovního letadla Potez 36. Britský Flight letoun L1 Viking popsal, že má silnou podobnost s takovými britskými stroji, jako jsou Puss Moth a Desoutter. Tento letoun, první výrobek ASJA, v době výstavy nebyl doposud zalétnut. Firma uváděla předpokládanou prázdnou hmotnost letadla 575 kg, užitečné zatížení 385 kg. Maximální rychlost 175 km a cestovní 150 km. Na vyrobeném letounu, který obdržel imatrikulaci SE-95 (SE-FYR), byl záhy vyměněn motor Cirrus Hermes IIB za vzduchem chlazený hvězdicový devítiválec Walter Mars 145/150 k a za provozu byl i tento motor vyměněn nástupcem původního Walter Mars modernizovaným a silnějším devítiválcem Walter Gemma 150/165 k.

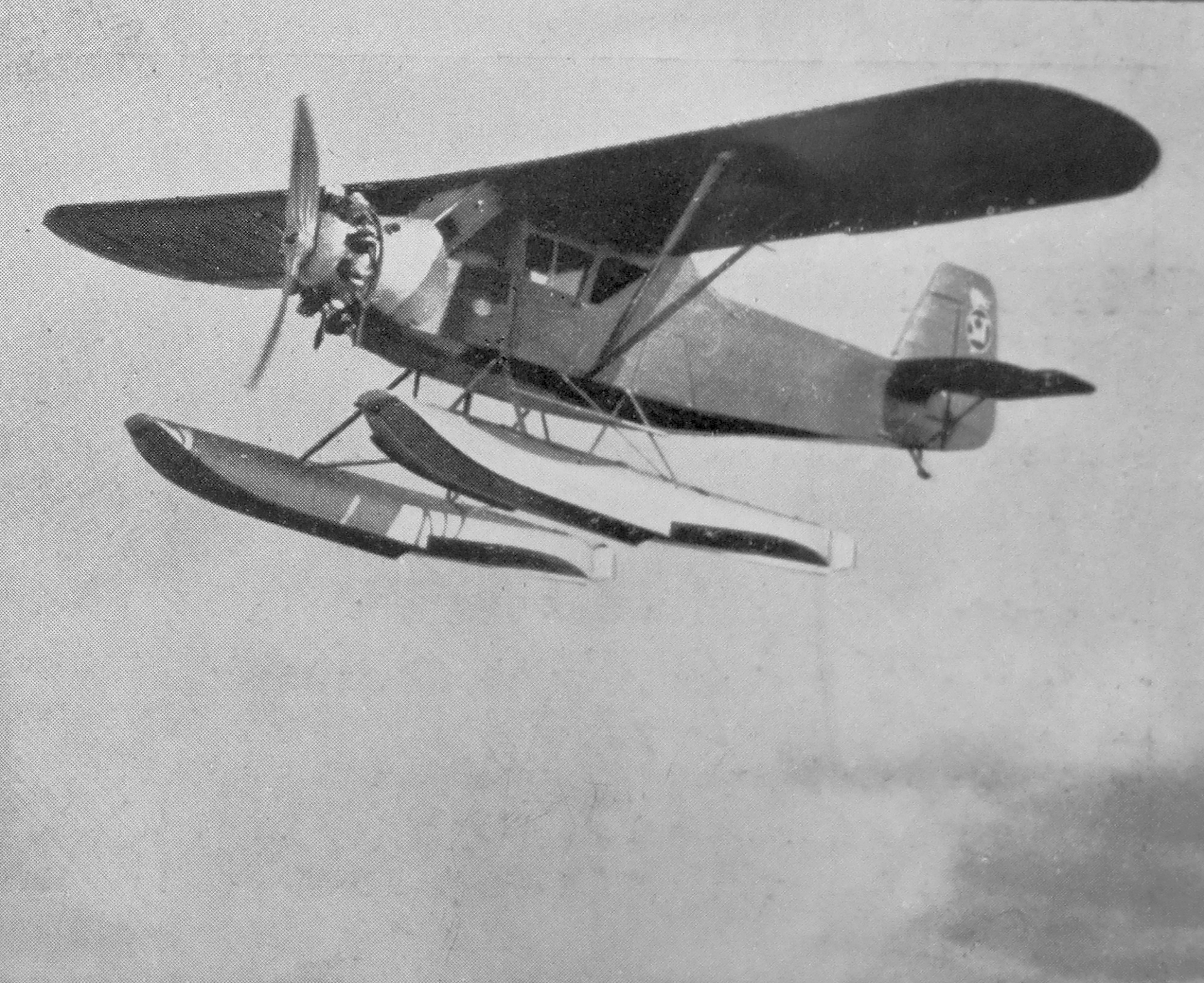
ASJA L1 Viking a Walter Gemma, verze s plováky (1933)

Vzpěrový hornokřídlý jednoplošník byl jednoduchých tvarů, stabilní a snadno ovladatelný. Úplně uzavřená kabina byla opatřena velkými okny vpředu i po stranách, dvojími dveřmi, prostorem pro příruční zavazadla, příp. i dvojím řízením. Kabina byla vybavena jedním sedadlem vpředu pro pilota a lavicovým sedadlem pro dva cestující za sedadlem pilota. Pro universální použitelnost tohoto letounu bylo důležité, že podvozek mohl být nahrazen plováky nebo pro zimní provoz lyžemi. Letoun byl smíšené konstrukce — sklopná křídla ze dřeva, ostatní části povětšinou z ocelových trubek.
Trup čtyřhranného průřezu byl svařen z ocelových trubek a potažen plátnem. Vstup do kabiny byl možný dvěma velkými dvířky po stranách trupu. Prostory pro zavazadla byly dva, jeden malý, přístupný z vnitřku kabiny, a velký, přístupný dvířky na vnější straně trupu. Konstrukce ocasních ploch a kormidla byla svařena z ocelových trubek s plátěným potahem. Přenos řízení byl prováděn lany.
Motor byl upevněn na trubkovém loži a byl zakryt speciální kapotou dle návrhu továrny Walter. Výfuky všech válců byly svedeny pod trup. Prostor kabiny byl oddělen od motoru ohnivzdornou, protipožární přepážkou. Benzinová nádržka o obsahu 160 l byla umístěna ve střední části křídla.

## Použití
První vyrobený stroj získal imatrikulaci SE-95 (imatrikulován 13.7.1931, později obdržel civilní registraci SE-FYR). Letoun zakoupil vydavatel novin Stockholms Tidningen jako zpravodajské letadlo. Záhy byl přeměněn na vodní letoun, byl vyměněn motor a letoun ještě v roce 1931 byl vyslán na propagační let kolem Baltského moře (Finsko-Estonsko-Lotyšsko-Litva-Polsko-Německo-Dánsko-Norsko-Švédsko), řízen pilotem poručíkem Ake Söderbergem. Během letu, započatého i skončeného ve Stockholmu, byla postupné navštívena města Mariehamn, Abo, Reval (Tallinn), Riga, Memel (Klaipėda), Kowno, Danzig (Gdaňsk), Stettin (Štětín), Stralsund, Kopenhagen (Kodaň), Göteborg, Oslo a Karlstad.
Celý let byl proveden za 18 dnů přesně dle programu, přestože jednotlivé jeho etapy byly absolvovány za velmi nepříznivých povětrnostních podmínek. Letoun i motor byly vydány zvláště při častých dlouhých přeletech přes moře velmi těžkým zkouškám, při nichž prokázaly přesvědčivě své výborné vlastnosti. Velmi pochvalně se vyslovil pilot poručík Söderberg o bezvadném a spolehlivém chodu motoru Walter Mars, který absolvoval celou cestu bez nejmenšího defektu.
Za provozu byl v Praze v květnu 1933 jeho motor nahrazen výkonnějším – Walter Gemma (150 k). Po roce a čtvrt první Viking havaroval, 9. srpna 1934, když nouzově přistál v ovesných polích v Drevvikenu na jihu Stockholmu, během letu ze Stockholmu do Linköpingu. Z leteckého rejstříku byl vymazán 14. prosince 1934. Registrace SE-FYR byla znovu použita od 14. února.1935 pro ASJA Viking II.
Druhá instalace L1 Viking byla postavena již s motorem Walter Mars (později zaměněn za Walter Gemma) a zaregistrována 5. září 1931 jako SE-ACX. Letadlo zakoupil Erik Witte ze Stockholmu. Létal s ním necelé tři roky, protože na 1.máje 1934 pilot Bjørn Næssna s letounem havaroval v přístavu Västerås v důsledku kolize s lodí.

## Uživatelé

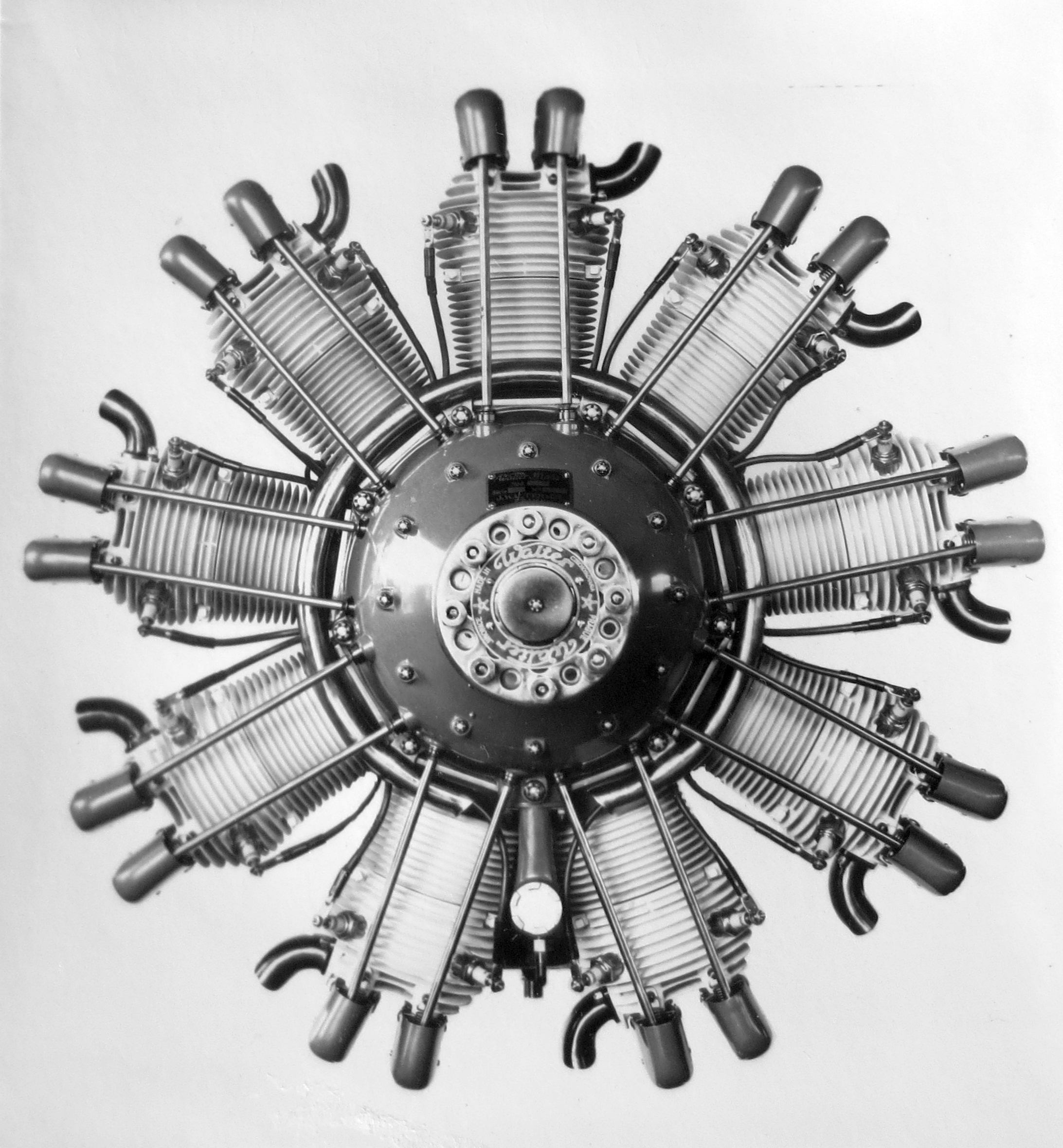
Walter Mars (1929)

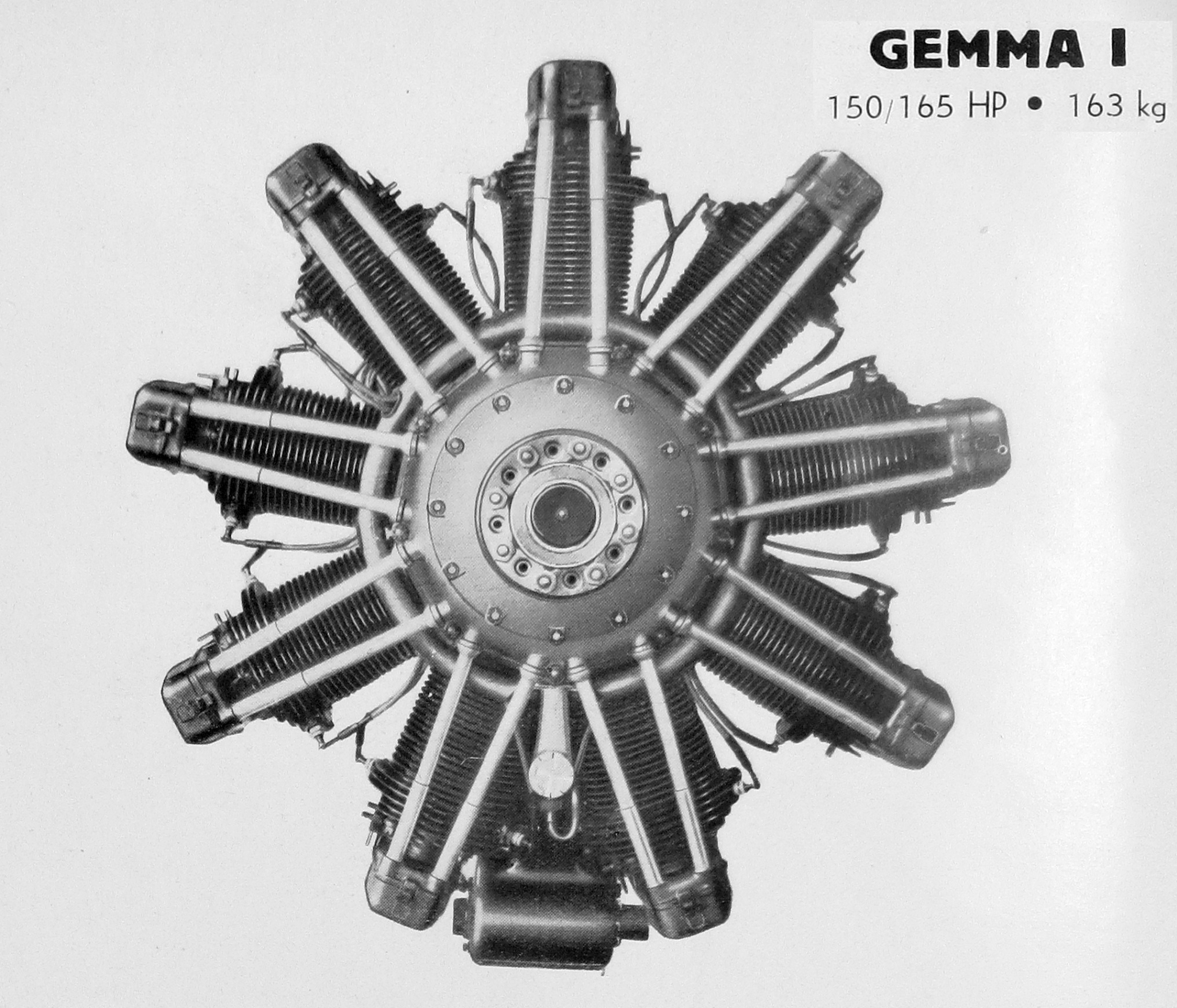
Walter Gemma (1933)

- Švédsko
  - Stockholms Tidningen
  - Erik Witte Stockholm

## Specifikace
Údaje pro pozemní a vodní letoun s motorem Walter Mars dle

### Technické údaje
- Posádka: 1 pilot
- Kapacita: 2 cestující
- Rozpětí: 11,2 m
- Délka: 8,0 a 8,2 m
- Výška: 2,4 a 3,0 m
- Nosná plocha: 22,0 m2
- Plošné zatížení: 48,4 a 51,1 kg/m2
- Hmotnost prázdného letadla: 665 a 775 kg
- Vzletová hmotnost: 1 065 a 1 125 kg
- Pohonná jednotka:
  - řadový vzduchem chlazený čtyřválcový motor Cirrus Hermes IIB o výkonu 110 k (86 kW)
  - hvězdicový vzduchem chlazený devítiválcový motor Walter Mars o výkonu 145/150 k (106,6/110,3 kW)
  - hvězdicový vzduchem chlazený devítiválcový motor Walter Gemma o výkonu 150/165 k (110,3/121,3 kW)

- Vrtule: pevná kovová vrtule

### Výkony
- Maximální rychlost: 170 a 165 km/h, s motorem Gemma: 210 km/h
- Cestovní rychlost: 155 a 150 km/h, s motorem Gemma 185 km/h
- Přistávací rychlost: 70 a 75 km/h
- Praktický dostup: 4 200 a 3000 m
- Stoupavost: do 1000 m 6,5 min.
- Dolet: 620 a 600 km